# Рене Генон
Рене Ґенон (фр. René Guénon, 1886, Блуа, Франція — 1951 Каїр, Єгипет) — французький філософ і письменник, представник інтегрального традиціоналізму, автор книг «Схід і Захід» (1924), «Криза сучасного світу» (1927) та ін.

## Біографія
Генон походив з традиційної католицької родини й був сином архітектора. В юності він потрапив під вплив езотеричних окультних і парамасонських організацій, таких як Орден Рози і Хреста, Фіванська ложа і Гностична церква (1905-1912). У пізніший період життя він радикально порвав з езотерикою, співпрацюючи з журналом «La France Anti-Maçonnique» (фр. Антимасонська Франція).
У 1915 році він здобув ступінь бакалавра літератури, а в 1916 році захистив докторську дисертацію з математики, присвячену Лейбніцу. Повернувшись до Блуа в 1918 році і влаштувавшись на роботу вчителем середньої школи, він не переривав своїх філософських і релігійних студій, зокрема, досліджуючи східний містицизм. У 1921 році він захистив і опублікував докторську дисертацію про індуїзм (Introduction générale à l'étude des doctrines hindoues, Paris 1921). У наступному десятилітті він опублікував низку праць, які закріпили його позиції як сходознавця (L'homme et son devenir selon le Védante, London 1925) та експерта з християнського містицизму.
Висхідне переконання в духовному «зморщенні» Заходу, з одного боку, і дедалі інтенсивніше вивчення арабської містики — з іншого, призвели до того, що Генон дедалі більше зближується з ісламом і переконується, що лише в ньому ще живі духовні цінності. Після смерті першої дружини, у 1930 році він вирушив до Каїру в пошуках суфійських текстів і почав читати там лекції у відомому мусульманському університеті Аль-Азхар. У 1934 році він одружився з єгиптянкою Фатімою, дочкою суфійського шейха Мухаммада Ібрагіма. Під ім'ям Абд аль-Вахід Джахджа він був посвячений в езотеричний мусульманський суфійський орден; він залишився в ісламі до кінця свого життя.
Він більше ніколи не повертався до Європи і жив «як араб серед арабів»; навіть його дочка від другого шлюбу роками не знала, що справжнє ім'я її батька — Рене Генон. Його останніми словами були: Аллах, Аллах! Проте він листувався з європейськими письменниками й публікувався в паризьких виданнях. Його також регулярно відвідували представники традиціоналістичної школи (яку він заснував, ще перебуваючи в Європі): Англієць Мартін Лінгс, італієць Марко Палліс, швейцарці Тітус Буркхардт і Фрітьоф Шуон (1907-1998) та індієць Ананда-Комарасвамі, який викладав у США. З останніми двома він сформував неформальний тріумвірат школи.

## Філософія
Ідею Традиції як універсальної парадигми, спираючись на давні і розгалужені дослідження в цій царині, висунув Рене Ґенон. У Рене Ґенона знаходимо докладний виклад світу Традиції (архаїки, премодерну), ідейних основ традиційного суспільства в усіх його різновидах. Особливо цікавим у працях Рене Ґенона є те, що в них він проголосив свою прихильність Традиції, але заразом цілковито не відмовився від сучасної філософської мови. Використовуючи у своїх працях широкий культурологічний, міфологічний та теологічний матеріал, Рене Ґенон піддав європейську цивілізацію Нового часу нищівній критиці. На його думку, Захід і, зокрема, сучасне суспільство є результатом поступової деградації та занепаду первісного традиційного ладу. Праці Рене Ґенона становлять найбільш фундаментальну та безкомпромісну теорію традиціоналізму. Ідеї Рене Ґенона та його послідовника Юліуса Еволи, філософію традиціоналізму, що випливає з концепцій цих авторів, можна вважати за граничну форму антитези сучасності.
Саме Рене Ґенон зауважив, що єдино беззаперечне людське знання — це знання, тотожнє в усіх народів землі, увічнене в давніх священних книгах. Той народ і та епоха, що відступають від примордіального, неминуче опиняються у кризі, і ніщо не може їх вивести з цієї кризи, крім повернення до давнього знання. Рене Ґенон побачив, що сучасні псевдовчення, яким є насамперед ідея розвитку, маскують і стимулюють процес занепаду та загибелі людства. Мислитель відкидає поняття цивілізації, бо в цьому понятті немає потреби. Там, де людство стоїть на основі Традиції, воно процвітає, бо живе за законами метафізичного базису людської природи, а відходячи від цього базису, втрачає легітимність власного буття й гине. Стосовно до поняття цивілізації, то воно, поза всім іншим, подає справу так, начебто розквіт життя — заслуга так званої об'єктивної дійсності, незалежної від людини. Омана ця властива всьому сучасному людству. А Рене Ґенон посилається на Сен-Мартена, який говорить, що не на людину потрібно дивитися через природу, а на природу через людину. Тобто він стоїть на тій самій позиції, на якій у середині XX століття була теоретична фізика. Сучасний світ немовби отримує дивне — протиприродне — задоволення, бувши впевненим, начебто людину мучають незалежні від людини сили. Але ж розквіт є там, де людина, володіючи своїми духовними силами, що завжди є в неї під рукою, свідомо творить розквіт; коли ж вона відвертається від цих сил, її чекає неминуча загибель.
Рене Ґенон передрікав неминучу загибель західної цивілізації. Питання тільки в тому, чи на зміну їй прийде якесь інше суспільство, чи ж західне людство, знищивши всі інші типи культур, візьме світ у залізні обійми й ця цивілізація буде останньою в історії циклу.
Книга Рене Ґенона «Криза сучасного світу» є свого роду памфлетом усіх його прихильників та традиціоналістів узагалі.

## Українські переклади
- Рене Ґенон. Криза сучасного світу / пер. з французької Іван Калюга, під наук. ред. Ю. Завгороднього. – Київ: Пломінь, 2020. – 212 с.